# Adobe Media Server
Adobe Flash Media Server è un prodotto software che eroga servizi server per la creazione di applicazioni in real time.
Il prodotto è nato come Macromedia Flash Communication Server MX (detto anche FlashCom), si è poi evoluto nella versione 1.5 fino ad arrivare alla versione 2.0 (ora 2.2) chiamata Flash Media Server.
Il protocollo di scambio dati è il proprietario RTMP, sigla che sta per Real Time Messaging Protocol.